# Синнамон Лав
Синнамон Лав (англ. Sinnamon Love), настоящее имя — Камила Роуз (англ. Kamilah Rouse; род. 31 декабря 1973, Флинт, Мичиган) — американская порноактриса.

## Карьера в порнофильмах
Карьеру в порноиндустрии начала в 1993 году, когда ей исполнилось 20 лет и она была матерью-одиночкой двух детей. Снялась более чем в 260 фильмах.

## Награды
- 2011: AVN Hall of Fame[2]
- 2011: CineKink Audience Choice Award: «Bring It» Category — Rough Sex 2
- 2009: Urban X Awards Hall of Fame[3]

## Фильмография
- Big Ass Slumber Party (2006)
- Black Girl Booty Battle (2011)
- Chocolate Ass Candy 6 (2010)
- Booty Freaks (2008)
- Ass Masters 5 (1995)
- Slippin' into Darkness (2001)
- Big Butt Black Teachers (2006)
- M.I.L.F. Chocolate (2007)
- How To Pick Up Black Chicks 2 (2009)